# Ruská Volová
Ruská Volová est un village de Slovaquie situé dans la région de Prešov.

## Histoire
Première mention écrite du village en 1609.

## Démographie

### Évolution de la population
| Année:               | 1994. | 2004.    | 2014.    | 2024.    |
| -------------------- | ----- | -------- | -------- | -------- |
| Nombre de personnes: | 162   | 129      | 103      | 74       |
| Différence:          |       | -20,37 % | -20,15 % | -28,15 % |

| Année:               | 2023. | 2024.   |
| -------------------- | ----- | ------- |
| Nombre de personnes: | 75    | 74      |
| Différence:          |       | -1,33 % |